# (4002) Shinagawa
(4002) Shinagawa (1950 JB) – planetoida z pasa głównego asteroid okrążająca Słońce w ciągu 3,99 lat w średniej odległości 2,52 j.a. Odkryta 14 maja 1950 roku.